# 阿克秋别村委员会
阿克秋别村委员会（俄语：Актюбинский сельсовет）是俄罗斯联邦阿斯特拉罕州沃洛达尔斯基区所属的一个村委员会。其下辖有6个居民点，行政中心为特鲁布内。据2015年统计，该村委员会的人口为1839人。